# 韩大辉
韓大輝 總主教（英語：Savio Hon Tai-fai，S.D.B.，1950年10月21日—），宗座驻馬爾他及利比亞大使及錫拉總教區領銜總主教。2010年至2017年任聖座萬民福音部秘書長，是有史以來在聖座擔任过最高職務的華人；並曾任慈幼會中華會省省會長。

## 簡歷
韓大輝於1950年10月21日在香港出生；畢業於九龍鄧鏡波學校，並加入慈幼會，於1969年8月15日於香港矢發初願；並於1975年發終身願；韓大輝於1982年7月17日在香港晉鐸。韓大輝取得倫敦大學哲學學士學位外，也於1988年及1999年分別考獲慈幼宗座大學神學博士以及宗座神學院院士學位。
韓大輝於1990年代在中國大陸傳授神學；而他於2003年起開始主要因為批文問題而越來越難到中國大陸傳教，而至今最後一次為2008年。韓大輝除了1992年擔任聖神修院神學教材主編外，也於1993年至1995年也擔任《天主教教理》中文翻譯主編。韓大輝於1995年至2001年出任慈幼會中華會省副會長及該會省辦事處院長，而2001年至2006年期間更出任該會省之省會長；韓大輝於1997年及1998年分別出任亞洲主教團神學關注辦公室成員及亞洲主教會議秘書助理；並於2004年起獲委任為國際神學委員會委員；此外，韓大輝也是香港聖神修院神哲學院神學教授、亞洲主教團協會神學顧問。
梵蒂岡於2010年12月23日宣布，韓大輝獲教宗本篤十六世委任為聖座萬民福音部秘書長，接替畿內亞的羅勃·薩拉樞機；成為該聖部第二把交椅外，也是首位在梵蒂岡擔任最高職務的華人；同時被擢升為錫拉領銜總主教。韓大輝在獲委任後表示在委任前大概兩個月得知作為該職位三名候選人之一時已拒絕接受該職位，其理據是不愛行政工作以及不想在陌生環境下工作，並找同屬慈幼會的陳日君樞機傾談有關事宜；但由於獲得教宗委任，因而樂意接受就任總主教的任命。韓大輝於2011年2月5日假聖伯多祿大殿晉牧，並由本篤十六世主禮；教宗向韓大輝親自頒授福音書 、主教戒指、主教冠及主教牧杖；而韓大輝就職後首個官式訪問是和教廷有邦交的中華民國。2012年3月7日，本篤十六世委任韓大輝為國際聖體大會宗座委員會成員
基於當地主教請求，他於2016年6月6日獲教宗方濟各委任為天主教阿加尼亞總教區宗座署理，負責總教區的牧靈職務。同年10月31日，教宗方濟各委任了底特律總教區輔理主教彌額爾·猶達·伯恩斯為總教區助理總主教，意味韓大輝完成了作為宗座署理的職務。助理總主教上任後，他隨即回到梵蒂岡工作。
韓大輝不時回香港渡假。
2017年9月28日，教宗方济各任命韩大辉总主教为宗座驻希腊大使，同时卸任圣座万民福音传播部秘书长一职，此为韩大辉总主教第一次担任与聖座外交事务有关的职务。
2022年10月24日，獲教宗方濟各任命為駐馬耳他宗座大使。2023年5月18日，教宗方濟各任命駐馬耳他宗座大使韓大輝總主教同時擔任駐利比亞宗座大使。

## 牧徽

韓大輝的總主教牧徽

韓大輝的總主教牧徽上有一頂代表總主教的主教帽，並有四層繩索；中間是為一個護盾，護盾下有一布條。
護盾的正中上方分別有十字架及一隻鴿子，分別代表天主圣子和天主圣神。護盾內飾有一個地球儀代表天主教會在世界向萬民傳福音的使命；地球儀的上方由左至右分別是為聖母進教之佑的素描、一台有光燄的復活燭以及一隻熊貓，而地球儀正下方有一本書。該聖母進教之佑的素描代表了聖母瑪利亞在傳播福音的主要角色，此外進教之佑與韓大輝的出身背景亦大有關連——他所屬的慈幼會之創辦人聖若望鮑思高積極推動宣揚聖母進教之佑的敬禮，所就讀的九龍鄧鏡波學校亦是香港慈幼會聖母進教之佑會院所創辦的學校，他在畢業後也加入了慈幼會。復活燭及其燭光光燄分別代表耶穌逾越及萬民信德的力量；熊貓則是中國國寶以喻意友善；書則象徵福音，而書上有希臘文阿耳法的大寫（Α）及敖默加的大寫（Ω）都是代表耶穌基督。
盾徽下的一布條上寫着「Hilarem datorem diligit Deus」的拉丁文格言外，並在該布條及盾徽間寫著「歡欣交付，主愛常存」的中文格言，意謂愛時要大大方方，歡歡樂樂，慷慷慨概。